# 881년

## 연호
- 당(唐) 광명(廣明) 2년 / 중화(中和) 원년
- 일본(日本) 간교(元慶) 5년

## 기년
- 당(唐) 희종(僖宗) 8년
- 신라(新羅) 헌강왕(憲康王) 7년
- 발해(渤海) 대현석(大玄錫) 11년